# Guilherme Guido
Guilherme Augusto Guido (Limeira, 12 febbraio 1987) è un nuotatore brasiliano.
Ha disputato due edizioni delle Olimpiadi: a Pechino 2008 non ha superato le batterie né nei 100 metri dorso né nella staffetta 4x100 metri misti, mentre a Rio de Janeiro 2016 è giunto 14º nelle semifinali dei 100 metri dorso e col Brasile ha ottenuto il sesto posto nella staffetta 4x100 metri misti. Vanta due medaglie d'oro ai Mondiali in vasca corta, vinte entrambe in staffetta.

## Palmarès
- Mondiali in vasca corta

Dubai 2010: bronzo nella 4x100m misti.
Istanbul 2012: bronzo nei 100m dorso.
Doha 2014: oro nella 4x50m misti e nella 4x100m misti.
Hangzhou 2018: bronzo nella 4x50m misti.
- Giochi panamericani

Guadalajara 2011: oro nella 4x100m misti, bronzo nei 100m dorso.
Toronto 2015: oro nella 4x100m misti, argento nei 100m dorso.
Lima 2019: oro nella 4x100m misti mista, argento nei 100m dorso e nella 4x100m misti.
- Giochi sudamericani

Buenos Aires 2006: argento nei 200m dorso, bronzo nei 100m dorso.
Medellín 2010: oro nei 50m dorso, nei 100m dorso e nella 4x100m misti.

## International Swimming League
| Stagione 2019 | Stagione 2020 | Stagione 2021 |
| ------------- | ------------- | ------------- |
| London Roar   | London Roar   | London Roar   |